# NGC 346

NGC 346 (ESO)

NGC 346 – gromada otwarta zlokalizowana w Małym Obłoku Magellana, znajdująca się w gwiazdozbiorze Tukana w odległości 210 000 lat świetlnych od Ziemi. Została odkryta 1 sierpnia 1826 roku przez Jamesa Dunlopa. Gromada ta ma średnicę wynoszącą około 200 lat świetlnych. Z gromadą powiązana jest największa mgławica emisyjna w Małym Obłoku Magellana.
Wiele gwiazd należących do gromady ma zaledwie kilka milionów lat. Powstały one w wyniku kompresji ogromnych ilości gazu i pyłu, wywołanej potężnym wiatrem masywnej gwiazdy. Następnie powstały obłok gazu i pyłu zapadał się pod własnym ciężarem aż do momentu, gdy niektóre jego obszary zapłonęły jako jasne, nowe gwiazdy.